# Bender Should Not Be Allowed on TV
«Bender Should Not Be Allowed on TV» (укр. «Бендера не можна пускати на екран») — шоста серія четвертого сезону анімаційного серіалу «Футурама», що вийшла в ефір у Північній Америці 3 серпня 2003 року.
Автор сценарію: Льюїс Мортон.
Режисер: Рон Хаґарт.
Прем'єра в Україні відбулася 21 жовтня 2007 року.

## Сюжет
Після того, як робот-актор, що знімається в серіалі «Всі мої мікросхеми», ламається в прямому ефірі, компанія-виробник оголошує кастинг нового виконавця ролі Антоніо Калькулона-молодшого. Бендер також висуває свою кандидатуру (попри те, що роль має виконуватися роботом-дитиною). Під час прослуховування Бендер за дверима імітує незадоволену реакцію глядачів, через що Калькулон доходить хибного висновку, ніби жоден з них не сподобається аудиторії. Останнім прослуховують Бендера, який перетворює сценарій на повну нісенітницю, хизуючись своїм «бездоганним» іспанським акцентом. Попри те, що Калькулона жахає гра Бендера («Це було так жахливо, що я захворів на рак!»), вигуки захвату, які видають Фрай і Ліла в сусідній кімнаті, переконують його що Бендер сподобається глядачам. Робота беруть на цю роль.
Починаються зйомки. Раптом з'ясовується, що для Бендера було написано спеціальну роль, яка найкраще пасує до його акторських здібностей: « постійну, незворотну кому ». Незадоволений таким рішенням, Бендер починає співати, танцювати, курити і пити в той час, як шоу знімають. Наостанок він навіть вигукує: «Поцілуй мій блискучий металевий зад». Продюсери серіалу хочуть звільнити Бендера, коли з'являються представники телеканалу. Вони повідомляють, що поведінка Бендера на екрані викликала злет глядацького рейтингу і вимагають залишити його в серіалі. Шоу перетворюється на безглуздий набір зухвалих витівок Бендера, і діти, такі як Двайт, К'юберт, коржопільські сироти і Бляшаний Тім, починають наслідувати його приклад.
Обурені цим, професор Фарнсворт і Гермес створюють громадську групу під назвою «Батьки проти грубого телебачення». Тим часом троє дітлахів, намагаючись бути схожими на свого кумира, грабують Бендера, винісши з його квартири все, включно з сейфом (в якому знаходиться сам Бендер). Успіх пограбування відзначають вечіркою в офісі «Міжпланетного експреса», яку зупиняють професор Фарнсворт і Гермес.
Бендер прокидається і виходить із сейфа. Розлючені професор з Гермесом звинувачують його в поганому впливі на дітей. Спершу Бендер ставиться до всього байдуже, але зрозумівши, що діти пограбували його самого, вирішує очолити марш «Батьків проти грубого ТБ» у Вашингтон, спрямований на те, щоби заборонити йому з'являтися на екрані. Увірвавшись у студію, Бендер вимагає скасування шоу, але представники каналу наводять на нього пістолет, примушуючи повернутися. Те саме роблять і «Батьки», щоби домогтися заборони Бендера. Раптово Бендер заволодіває обома пістолетами і проголошує в прямому ефірі промову. В ній він стверджує, що не можна звинувачувати саме лише телебачення у впливі на дитячу поведінку, оскільки саме батьки мають контролювати, що дивиться їхня дитина («Чи пробували ви колись просто вимкнути телевізор, сісти зі своїми дітьми і… всипати їм ременяки?») 
Повернувшись у «Міжпланетний експрес», професор доходить висновку, що телевізор не слід сприймати надто серйозно і, головне, — його слід час від часу вимикати (за умови, що там не йде чогось цікавого). Втім, проглянувши кілька каналів і не знайшовши нічого, вартого перегляду, професор пропонує трохи зачекати, і вся компанія залишається коло екрану.

## Послідовність дії
- Музична тема-заставка у цій серії відрізняється від звичайної: її виконують Біллі Вест і Джон ДіМаджіо в стилі вокальної перкусії. Дві інші серії, в яких звучить відмінна від стандартної музична тема: «Mars University» і «Spanish Fry».
- У кімнаті, де відбуваються прослуховування роботичних акторів, помітний плакат із зображенням Гарольда Зойда.
- Серед членів асоціації «Батьки проти грубого ТБ» помітні чоловік-сіґноїд із серії «A Leela of Her Own», містер Зелена Желатинова Драгля (він же містер Блямба), чий син Брет Блямба, присутній серед інших на дитячій вечірці, вперше був представлений у серії «The Route of All Evil», і мафіозі Донбот.

## Пародії, алюзії, цікаві факти
- Робот на ім'я Маколей Калкон з руками, пригвинченими до голови, пародіює актора Маколея Калкіна (зокрема відомий кадр із фільму «Сам удома», в якому він знявся дитиною). Ліла зауважує, що робот перестав бути привабливим після початку «пубертації» (натяк на те, що Калкін також утратив свою привабливість після статевого дозрівання).
- Голова правління телеканалу є портативним комп'ютером «Macintosh».
- Асоціація «Батьки проти грубого телебачення» є алюзією на «Батьківську раду з питань телебачення» (англ. Parents Television Council, консервативну громадську організацію, що слідкує за змістом телепередач у США. Сама назва групи пародіює назву іншої асоціації — «Матері проти водіння у стані сп'яніння» (англ. Mothers Against Drunk Driving). Оригінальна назва організації — англ. «Fathers Against Rude Television» скорочується до «F.A.R.T.» (в англійській мові дієслово «fart» означає «пердіти»).
- Уривки з серіалу «Всі мої мікросхеми» пародіюють часто вживаний у «мильних операх» мотив амнезії.

## Особливості українського перекладу
- У сцені «Всіх моїх мікросхем», в якій Калькулон повертається додому і бачить свою дружину Монік із коханцем, звучить такий діалог: «Калькулоне, я думала ти…?» — «У Жмеринці?»
- Професор влаштовує для К'юберта свято «Дня Зішкрябання» (англ. Growth-Scratching Day), оскільки той, будучи клоном не має справжнього дня народження; замість нього святкують день, у який професор «зішкрябав із наросту на спині ДНК, щоби створити К'юберта».
- Перед початком зйомок у серіалі Бендер цікавиться: «У мого героя з'явиться український акцент?». Згодом, дізнавшись, що матиме зображати коматозного хворого, засмучено зауважує: «Я міг би бути козаком…»
- Побачивши дитячу вечірку в офісі «Міжпланетного експреса», Гермес вигукує: «Твоя растафаріанська дивізія!»